# العلاقات الألبانية الساموية
العلاقات الألبانية الساموية هي العلاقات الثنائية التي تجمع بين ألبانيا وساموا.

## مقارنة بين البلدين
هذه مقارنة عامة ومرجعية للدولتين:
| وجه المقارنة                                              | ألبانيا                                                    | ساموا                        |
| --------------------------------------------------------- | ---------------------------------------------------------- | ---------------------------- |
| المساحة (كم2)                                             | 28.75 ألف                                                  | 2.84 ألف                     |
| عدد السكان (نسمة)                                         | 3.02 مليون                                                 | 196.44 ألف                   |
| الكثافة السكانية (ن./كم²)                                 | 105.04                                                     | 69.17                        |
| العاصمة                                                   | تيرانا                                                     | أبيا                         |
| اللغة الرسمية                                             | اللغة الألبانية                                            | لغة إنجليزية، اللغة الساموية |
| العملة                                                    | ليك ألباني                                                 | تالا ساموي                   |
| الناتج المحلي الإجمالي (بليون دولار)                      | 13.04 مليار                                                | 856.63 مليون                 |
| الناتج المحلي الإجمالي (تعادل القوة الشرائية) بليون دولار | 33.17 مليار                                                | 1.15 مليار                   |
| الناتج المحلي الإجمالي الاسمي للفرد دولار أمريكي          | 3.94 ألف                                                   | 3.94 ألف                     |
| الناتج المحلي الإجمالي للفرد دولار أمريكي                 | 11.11 ألف                                                  | 5.79 ألف                     |
| مؤشر التنمية البشرية                                      | 0.764                                                      | 0.702                        |
| رمز المكالمات الدولي                                      | +355                                                       | +685                         |
| رمز الإنترنت                                              | .al                                                        | .ws                          |
| المنطقة الزمنية                                           | توقيت وسط أوروبا، ت ع م+01:00، ت ع م+02:00، أوروبا/تيرانا ‏ | ت ع م+13:00                  |

## منظمات دولية مشتركة
يشترك البلدان في عضوية مجموعة من المنظمات الدولية، منها:
| علم المنظمة | اسم المنظمة                               | تاريخ انضمام ألبانيا | تاريخ انضمام ساموا |
| ----------- | ----------------------------------------- | -------------------- | ------------------ |
|             | الاتحاد البريدي العالمي                   | ?                    | ?                  |
|             | مؤسسة التنمية الدولية                     | 15 أكتوبر 1991       | 28 يونيو 1974      |
|             | منظمة حظر الأسلحة الكيميائية              | ?                    | ?                  |
|             | منظمة التجارة العالمية                    | ?                    | ?                  |
|             | الأمم المتحدة                             | 14 ديسمبر 1955       | 15 ديسمبر 1976     |
|             | وكالة ضمان الاستثمار متعدد الأطراف        | 15 أكتوبر 1991       | 27 سبتمبر 2002     |
|             | منظمة الشرطة الجنائية الدولية             | ?                    | ?                  |
|             | مؤسسة التمويل الدولية                     | 15 أكتوبر 1991       | 28 يونيو 1974      |
|             | الاتحاد الدولي للاتصالات                  | 2 يونيو 1922         | 7 أكتوبر 1988      |
|             | البنك الدولي للإنشاء والتعمير             | 15 أكتوبر 1991       | 28 يونيو 1974      |
|             | المركز الدولي لتسوية المنازعات الاستشارية | 14 نوفمبر 1991       | 25 مايو 1978       |
|             | يونسكو                                    | 16 أكتوبر 1958       | 3 أبريل 1981       |

## أعلام
هذه قائمة لبعض الشخصيات التي تربطها علاقات بالبلدين:
- راشون برودوس (لاعب كرة سلة من الولايات المتحدة الأمريكية، 5 أغسطس 1984 – )

## وصلات خارجية
- موقع وزارة الخارجية الألبانية